# Горована
Горована (Hypsipetes) — рід горобцеподібних птахів родини бюльбюлевих (Pycnonotidae). Представники цього роду мешкають в Азії, а також на островах Індійського океану.

## Опис
Горовани — птахи середнього розміру, які досягають довжини 21-28 см. Їм притаманний статевий диморфізм: самці в середньому важать 25-83,2 г, тоді як самиці — 22-76 г. Горовани мають переважно сіре забарвлення. Лапи і дзьоби у них яскраві, червоні або оранжеві. Чорні, видовжені пера на тімені утворюють короткий і тонкий чуб.

## Види
Виділяють двадцять видів, включно з одним вимерлим:
- Оливник рудоволий (Hypsipetes philippinus)
- Оливник міндорійський (Hypsipetes mindorensis)[8][9][10]
- Оливник темнолобий (Hypsipetes siquijorensis)
- Оливник золотохвостий (Hypsipetes affinis)
- Оливник північний	(Hypsipetes longirostris)
- Оливник буруйський (Hypsipetes mysticalis)[11]
- Оливник візаянський (Hypsipetes guimarasensis)[12][9][10]
- Оливник жовтуватий (Hypsipetes everetti)
- Hypsipetes catarmanensis
- Оливник мінданайський (Hypsipetes rufigularis)
- Оливник короткопалий (Hypsipetes amaurotis)
- Горована реюньйонська (Hypsipetes borbonicus)
- Горована мадагаскарська (Hypsipetes madagascariensis)
- Горована маврикійська (Hypsipetes olivaceus)[13]
- Горована білоголова (Hypsipetes thompsoni)
- Горована гімалайська (Hypsipetes leucocephalus)
- Горована індійська (Hypsipetes ganeesa)
- Горована коморська (Hypsipetes parvirostris)
- Горована могелійська (Hypsipetes moheliensis)[14][13]
- Горована товстодзьоба (Hypsipetes crassirostris)
- †Hypsipetes cowlesi[15]

За результатами молекулярно-генетичного дослідження, опублікованого в 2017 році, види, яких раніше відносили до родів Золотохвостий оливник (Thapsinillas) і Білоголова горована (Cerasophila) були переведені до роду Горована (Hypsipetes). Також до роду Hypsipetes було переведено низку видів, яких раніше відносили до родів Оливник (Ixos) і Короткопалий оливник (Microscelis).

## Етимологія
Наукова назва роду Hypsipetes  походить від дав.-гр. ὑψιπετης — високо літаючий, піднебесний.